# Canal Gant-Terneuzen
El Canal Gant-Terneuzen de Gant a l'Escalda occidental a Terneuzen és un canal de Bèlgica i dels Països Baixos. Té una llargada de 32 km dels quals 17,875 km són al territori belga.

## Història
El 1823, el rei Guillem I va decidir de modernitzar el Sassevaart ensorrat i d'allargar-lo fins a Terneuzen per a donar una sortida al mar via l'estuari de l'Escalda més curta que el retorn per Anvers.
Els dipòsits al·luvials van fer que els marges del riu Escalda van desplaçar-se més al nord i que la ciutat de Sas van Gent va trobar-se terra endins. Per a excavar aquest canal nou van utilitzar una part el llit del canal històric, aprofitar de les cales del Braakman, del Sassegat i del Axelsche Gat i dels prats salats. Dues noves rescloses van construir-se a Terneuzen. El governador de Flandes Oriental, Pieter van Doorn va inaugurar el canal el 18 de novembre 1827. A l'obertura, el canal tenia una profunditat de 4,5 m de l'Escalda fins a Sas van Gent i de 2,5 metres enllà de Sas fins a Gant.
Després de la Revolució belga de 1830, el general franco-belga Charles Niellon va decidir de fer enfonsar pals al canal a la frontera a Zelzate, per a prevenir una invasió neerlandesa. Els neerlandesos van tancar l'Escalda no hi ha hagut navegació fins al 1841 quan van tornar a dragar el canal ensorrat.

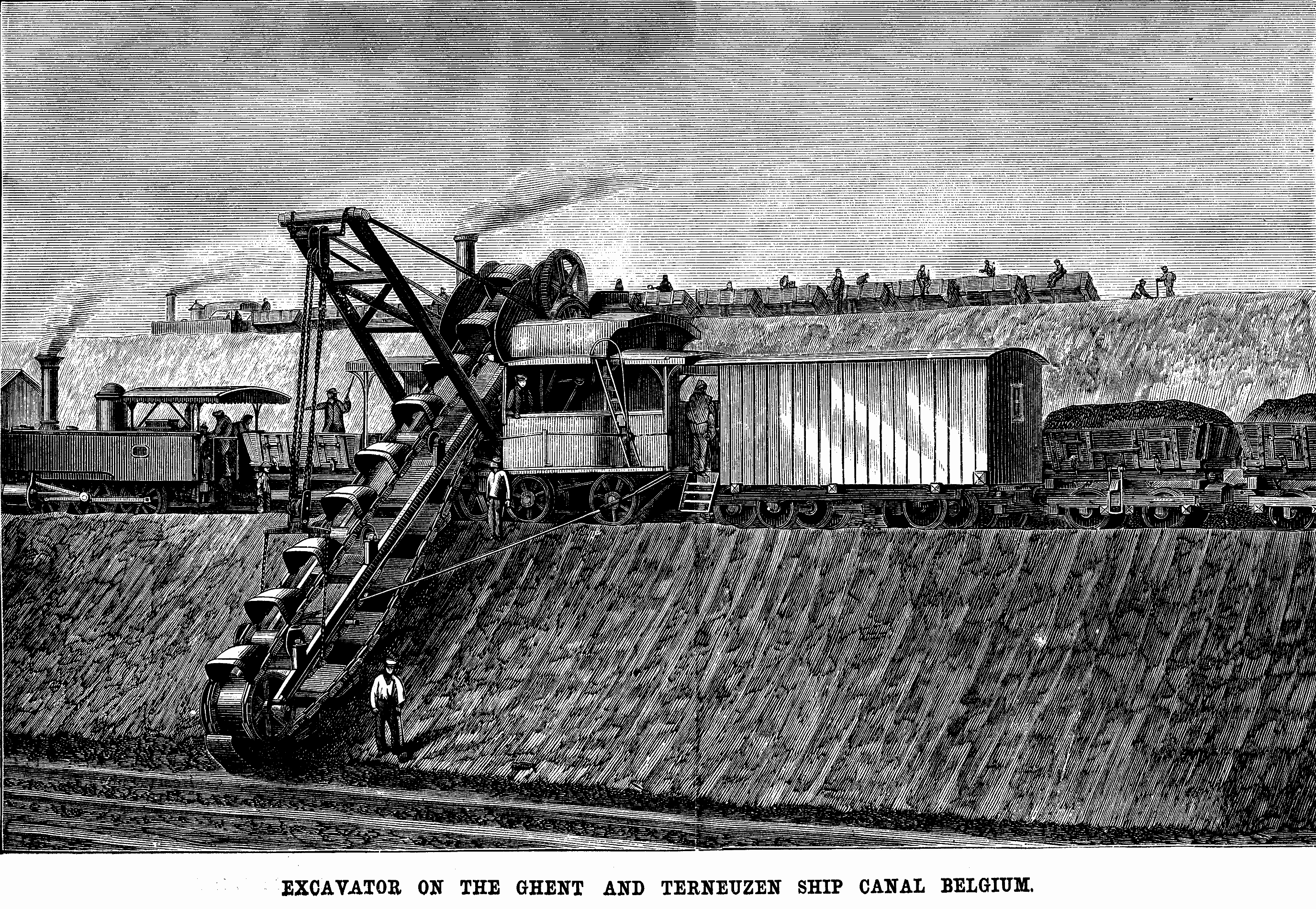
La construcció del canal al 1878

De 1870 a 1881, una primera sèrie d'obres per a rectificar, apregonar i modernitzar el tram belga del canal va començar. Les corbes de Langerbrugge, Rieme, Rodenhuize i Zelzate van tallar-se. Els neerlandesos van començar el 1881 l'excavació d'un braç nou i la construcció d'una resclosa a Sas van Gent. El canal tenia aleshores una profunditat de 6,5 metres, una amplada de 17 metres a fons i de 68 metres a la superfície.
El tractat belgo-neerlandès del 20 de juny 1960 estipulava noves obres per a modernitzar, apregonar i ampliar-lo. La resclosa de Sas van Gent està omplerta i dues noves rescloses, una marítima i una per a la navegació interior van construir-se a Terneuzen. La reina Juliana I i el rei Balduí I van inaugurar-lo el 19 de desembre 1968.

## Avui

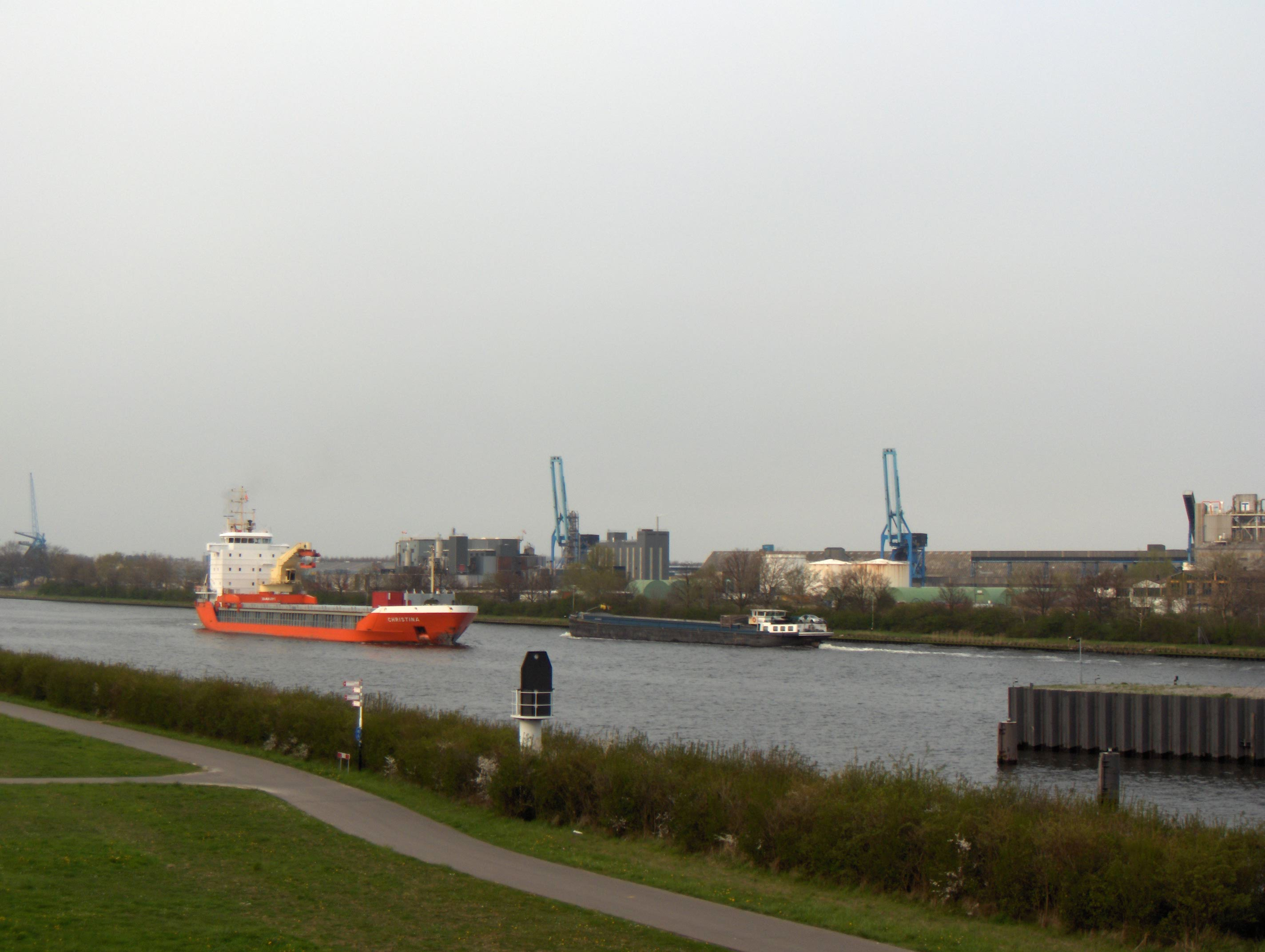
El canal als Països Baixos, prop del pont de Sluiskil

El canal té una llargada de 200 m i accepta embarcacions fins a 125.000 tones. La direcció del port de Gant somia d'una resclosa més llarga a Terneuzen. Com que la demanda prové de Flandes només es farà si aquesta regió paga la nova infraestructura.

## Rescloses
| Rescloses belgues                          | Rescloses belgues | Rescloses belgues | Rescloses belgues | Rescloses belgues |
| ------------------------------------------ | ----------------- | ----------------- | ----------------- | ----------------- |
| Localitat                                  | llargada          | amplada           | profunditat       | alçària llibre    |
| Gant Groot Droogdok (gran dic de drassana) | 130,00 m          | 13,00 m           | 0,58 m            | —                 |
| Gant Kasteelsluis                          | 70,00 m           | 8,44 m            | 3,66 m            | —                 |
| Gant Tolhuissluis                          | 85,00 m           | 12,00 m           | 2,50 m            | —                 |
| Rescloses neerlandeses                     |                   |                   |                   |                   |
| Terneuzen Westsluis resclosa occidental    | m                 | m                 | —                 | —                 |
| Terneuzen Middensluis resclosa central     | m                 | m                 | —                 | —                 |
| Terneuzen Oostsluis resclosa oriental      | m                 | m                 | —                 | —                 |

## Afluent
- El Moervaart a Rodenhuize
- El Verbindingskanaal i Handelsdok a Gant